# Parco nazionale Morne Trois Pitons
Il Parco nazionale Morne Trois Pitons è un'area protetta che si trova nell'isola di Dominica, nel Mar dei Caraibi, in America centrale. È stato dichiarato parco nazionale nel 1975 ed è stato il primo a ricevere questo status nella nazione. Nel 1997 è stato inserito nell'elenco dei patrimoni dell'umanità dell'UNESCO.
Il nome del parco significa "montagna dei tre picchi"; al suo interno si trovano foreste incontaminate e difficilmente accessibili. Il luogo più famoso del parco è la "Valle della Desolazione", in cui si trovano geyser e laghi di fango, ma nel parco si trovano anche cascate e laghi cristallini. La montagna è la seconda vetta più alta di Dominica, superata solo dal Morne Diablotins (1 447 m).

## Storia
La sua superficie è di circa 7 000 ettari. I tre principali tipi di formazioni geologiche presenti nel parco sono i coni vulcanici, i pendii glaciali e le soufrières (depositi di zolfo). Il paesaggio è costituito da ripide colline vulcaniche separate da profondi canyon. Da qui partono tutti i principali corsi d'acqua della metà meridionale dell'isola e ci sono spettacolari cascate, insenature, fiumi, piscine e laghi naturali. L'attività vulcanica in corso è dimostrata dalle fumarole e dalle sorgenti termali, dai geyser, dalle pozze di fango e dai ruscelli di vari colori. Il lago bollente è una fumarola piena d'acqua con una temperatura compresa tra 82-92 °C vicino al bordo e un centro più caldo, dove l'acqua bollente sale dalle profondità.

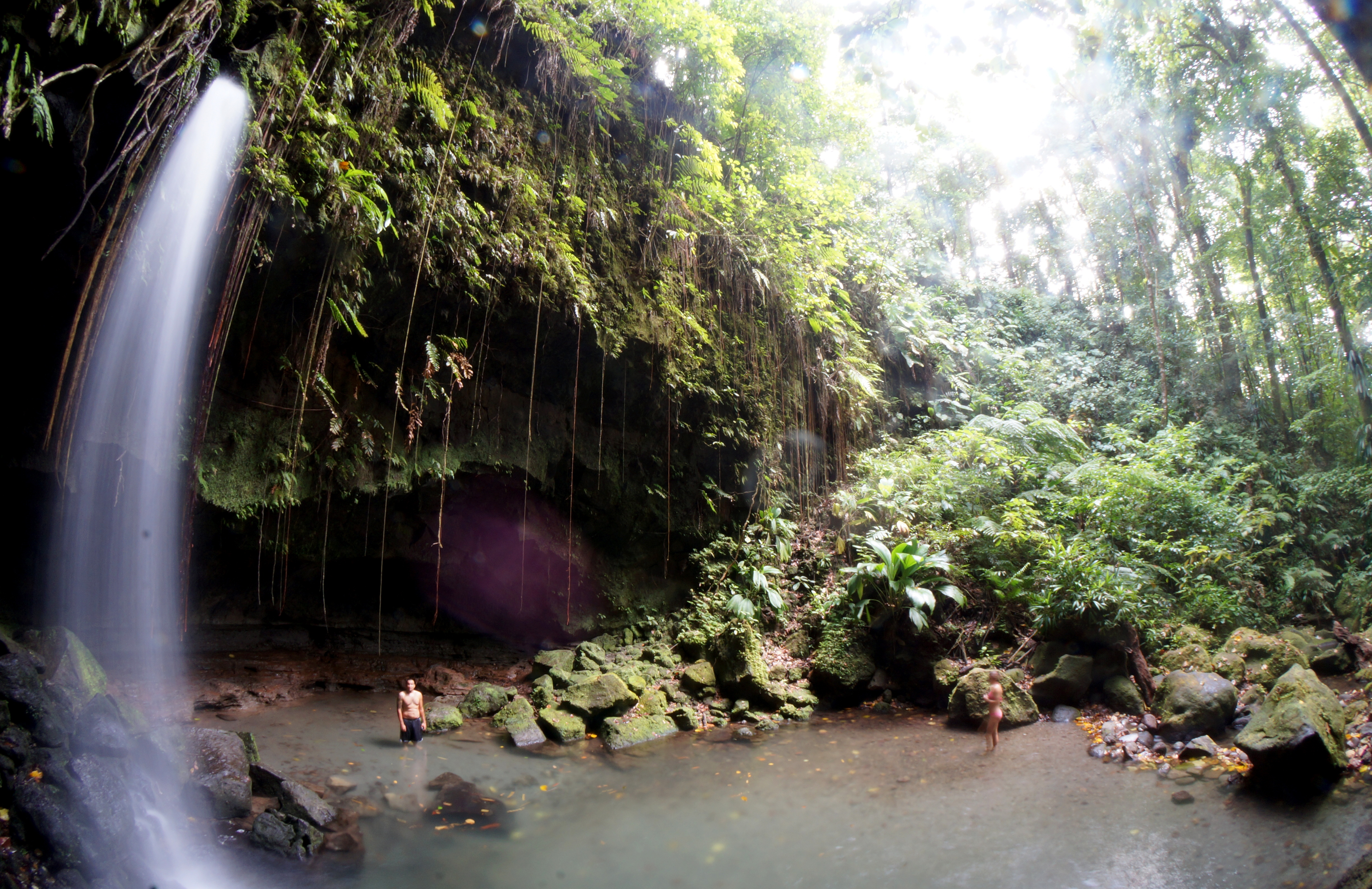
Piscina e cascata di smeraldo

Il parco è gestito dalla Divisione delle Foreste, della Fauna Selvatica e dei Parchi Nazionali, sotto l'egida del Ministero dell'Agricoltura e della Pesca. Il terreno ripido e accidentato ha scoraggiato lo sviluppo e non ci sono insediamenti umani all'interno del parco. Tuttavia, c'è una piccola cava e un po' di agricoltura limitata nella parte meridionale. La società elettrica del governo ha alcuni diritti, ma questi vengono utilizzati per l'energia idroelettrica e l'estrazione di energia geotermica. C'è un certo rischio per la fauna selvatica dall'incursione di gatti, maiali e ratti selvatici e c'è un rischio da specie aliene invasive.

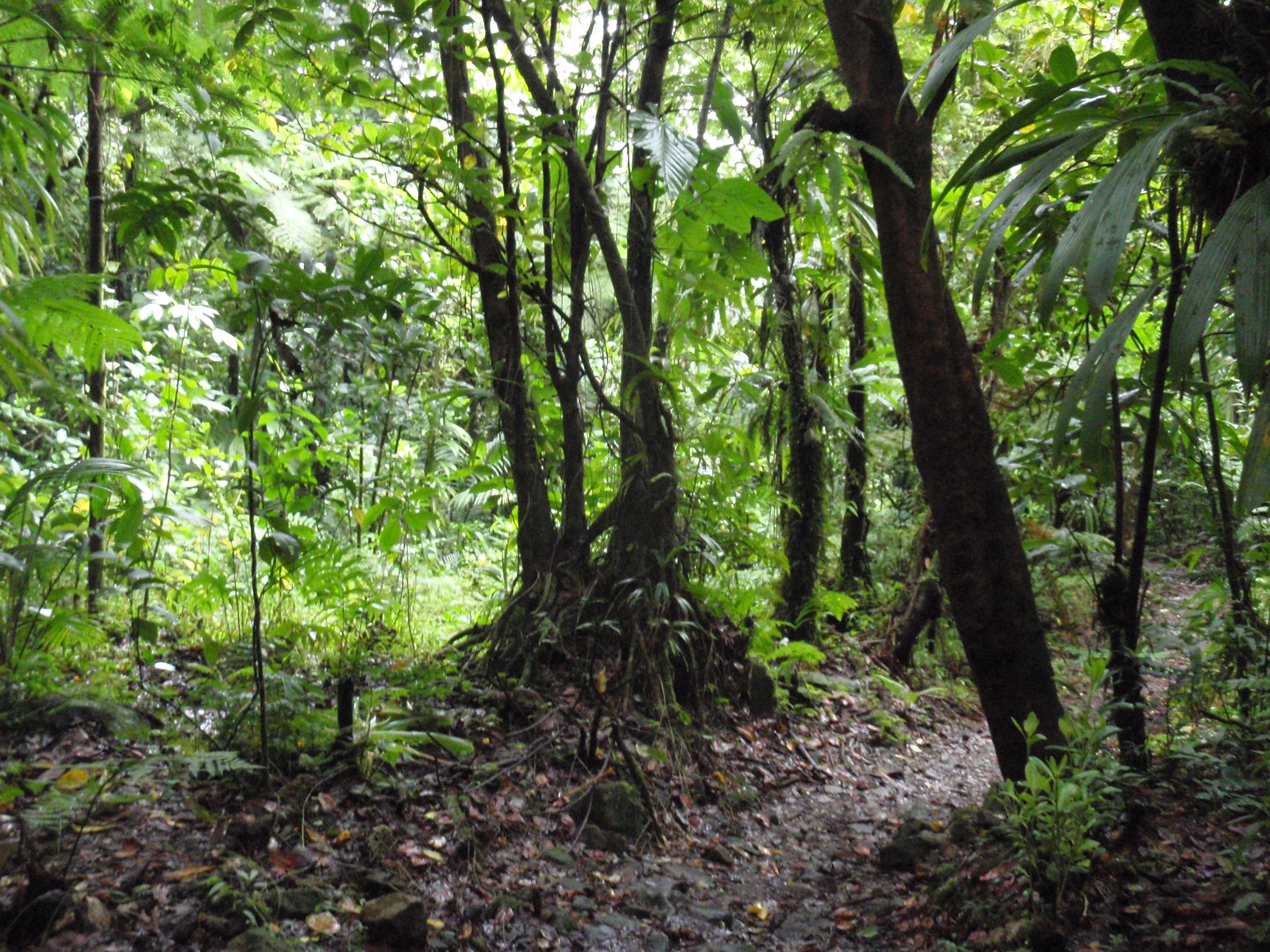
Giungla dominicana

L'isola è occasionalmente devastata da uragani; gravi danni furono causati al parco dall'uragano David (1979) e dall'uragano Allen (1980). Una proposta per incoraggiare il turismo con la costruzione di una funivia sopraelevata è stata respinta, ma è necessario trovare un sottile equilibrio tra le aspirazioni umane e il mantenimento della biodiversità e del paesaggio unico.